# Les Deux Amis de Bourbonne
Pour les articles homonymes, voir Bourbonne (homonymie).
Les Deux Amis de Bourbonne est un conte en forme de mystification épistolaire de Denis Diderot rédigé en août 1770.

## Contexte
En août 1770, Diderot est à Bourbonne-les-Bains où il rend visite à son ancienne maîtresse, madame de Maux qui y avait amené sa fille, Mme de Pruneveaux, pour une cure thermale. Pour se distraire, mère et fille écrivent des contes qu’elles adressent à leurs correspondants parisiens. En réponse, Naigeon leur envoie de Paris Les deux amis : conte iroquois de Saint Lambert qui venait de paraître. Diderot 
décide alors d'imiter le conte de Saint Lambert par « une critique si fine que lui-même peut-être ne s'en apercevrait pas ». Il procède par une « mystification épistolaire » en envoyant à Naigeon deux lettres fictives, une première censée être de Mme de Prunevaux (« petite sœur ») adressée le 5 septembre à Naigeon (« petit frère ») et une seconde rapportant le témoignage d'un certain M. Aubert, suivi d'une lettre de Papin, curé de Bourbonne, adressée le 24 septembre à Mme de Maux (« maman »). Le conte se termine par une réflexion sur les trois sortes de contes : merveilleux chez Homère, plaisant chez La Fontaine et historique chez Scarron ou comme dans ce conte-ci parsemé « de petites circonstances si liées à la chose, de traits si simples, si naturels, et toutefois si difficiles à imaginer, que vous serez forcé de vous dire en vous-même : Ma foi, cela est vrai : on n’invente pas ces choses-là. »

## Édition
Le texte initial de Diderot, rédigé fin de l'été 1770, et envoyé depuis Bourbonne à Naigeon a aujourd'hui disparu, mais deux (autres) versions du texte sont aujourd'hui connues. La première, chronologiquement, plus courte et précédée de deux lettres (l'une de madame de Pruneveaux à Naigeon, l'autre de madame de Pruneveaux à un curé, est retrouvée en 1985 et éditée par Jean Varloot dans la Revue de la bibliothèque nationale (de France). La seconde est celle qui paraît dans la Correspondance littéraire le 15 décembre 1770. Ces deux versions sont données dans le premier volume de l'édition des œuvres de Diderot dans la Pléiade (2004).
Salomon Gessner qui préparait une nouvelle édition de ses Idylles écrivit à Diderot une lettre pleine d'admiration où il lui demandait avec instance l'un ou l'autre manuscrit pour les joindre à ses textes. Diderot lui fournit son Entretien d'un père avec ses enfants et Les deux amis de Bourbonne qu'il venait d'achever. Cela permit à Meister de publier à Zurich en 1773 les Idylles de Gessner et ces deux contes de Diderot sous le titre Contes moraux et nouvelles Idylles. Une édition allemande du même volume contenant également les textes de Diderot est datée de 1772.

## Résumé
Deux sœurs ont chacune un fils. Au décès de l’une d’elles, l'autre élève les 2 cousins, Olivier et Félix. Les deux « frères » s’aiment beaucoup, et se sauvent la vie à multiples reprises - sans s'en vanter. De retour de leurs obligations militaires, Félix et Olivier tombent amoureux de la même femme. Félix se retire et devient contrebandier. Il se fait prendre et est condamné à mort au tribunal de Reims - considéré comme le plus sévère de France.
En l'apprenant, Olivier se précipite chez le juge et le supplie sans succès. Il libère alors Félix par la force et reçoit un coup de baïonnette. Il est ramené devant chez lui et meurt dans les bras de sa femme. Félix se réfugie dans les bois, dans la cabane de son filleul (famille Charbonnier). Il motive le père de la famille pour aller dans la maison de son frère (il ne sait pas encore qu’il est mort) mais devant la maison il y a la maréchaussée : le père est tué et Félix s’échappe dans la forêt. Il motive ensuite la femme Charbonnier qui l’emmène dans la maison d’Olivier : il y retrouve la femme veuve et les enfants. Il décide de marier les 2 ainés des enfants des deux femmes (veuves par sa faute) et tout le monde habite ensemble. Félix obtient la grâce d’un comte, travaille comme garde-chasse et fait vivre les deux familles. Mais un jour il coupe le bras d’un magistrat et finit emprisonné.

## Commentaire
La morale qu'en tire Diderot est qu'il ne faut pas croire naïvement tous les contes historiques et « il ne peut guère y avoir d’amitiés entières et solides qu’entre des hommes qui n’ont rien. »
Diderot fait la parodie d'un thème cher aux Lumières et se moque de la naïveté de Naigeon.